# Gran Premio di Francia 1997
Il Gran Premio di Francia 1997 fu l'ottavo appuntamento della stagione di Formula 1 1997.
Disputatosi il 29 giugno sul circuito di Magny Cours, ha visto la vittoria di Michael Schumacher su Ferrari, seguito dal connazionale Heinz-Harald Frentzen e dal compagno di squadra Eddie Irvine.

## Prima della gara
- Pochi giorni prima del Gran Premio, la BMW annuncia ufficialmente il proprio ritorno in Formula 1 come fornitore di motori per la Williams a partire dal 2000.
- Durante i test  Gianni Morbidelli esce di strada e si infortuna ad un braccio e la Sauber lo sostituisce con il collaudatore Norberto Fontana.
- Dopo il grave incidente di Montréal, nel quale il pilota francese ha riportato la frattura di entrambe le gambe, Olivier Panis è costretto ad una lunga sosta. Per sostituirlo, Alain Prost prova ad ingaggiare Damon Hill, ma la penale da versare alla Arrows per liberare il Campione del Mondo in carica è troppo elevata. Ripiega quindi sul giovane talento italiano Jarno Trulli, strappandolo alla Minardi con il consenso della squadra faentina; Trulli viene bloccato anche per il 1998 con un'opzione a vantaggio della squadra.
- Alla Minardi arriva il giovane Tarso Marques, sia per le doti agonistiche che per le doti di sponsorizzazione.
- La Benetton schiera nuovamente Alexander Wurz, che sostituisce ancora l'infortunato Gerhard Berger.

## Qualifiche

### Resoconto
In prova il più veloce è per la seconda volta consecutiva Michael Schumacher, che precede Frentzen ed il fratello Ralf. Per la prima volta in Formula 1 tre tedeschi finiscono davanti a tutti nella griglia di partenza. Villeneuve è quarto e precede la seconda Ferrari di Irvine e Trulli, già a suo agio con la Prost; solo settimo ed ottavo Wurz ed Alesi.

### Risultati
| Pos | No | Pilota                | Costruttore         | Pneumatici | Tempo    | Distacco |
| --- | -- | --------------------- | ------------------- | ---------- | -------- | -------- |
| 1   | 5  | Michael Schumacher    | Ferrari             | G          | 1'14"548 |          |
| 2   | 4  | Heinz-Harald Frentzen | Williams - Renault  | G          | 1'14"749 | +0"201   |
| 3   | 11 | Ralf Schumacher       | Jordan - Peugeot    | G          | 1'14"755 | +0"207   |
| 4   | 3  | Jacques Villeneuve    | Williams - Renault  | G          | 1'14"800 | +0"252   |
| 5   | 6  | Eddie Irvine          | Ferrari             | G          | 1'14"860 | +0"312   |
| 6   | 14 | Jarno Trulli          | Prost - Mugen-Honda | B          | 1'14"957 | +0"409   |
| 7   | 8  | Alexander Wurz        | Benetton - Renault  | G          | 1'14"986 | +0"438   |
| 8   | 7  | Jean Alesi            | Benetton - Renault  | G          | 1'15"228 | +0"680   |
| 9   | 10 | David Coulthard       | McLaren - Mercedes  | G          | 1'15"270 | +0"722   |
| 10  | 9  | Mika Häkkinen         | McLaren - Mercedes  | G          | 1'15"339 | +0"791   |
| 11  | 12 | Giancarlo Fisichella  | Jordan - Peugeot    | G          | 1'15"453 | +0"905   |
| 12  | 22 | Rubens Barrichello    | Stewart - Ford      | B          | 1'15"876 | +1"328   |
| 13  | 15 | Shinji Nakano         | Prost - Mugen-Honda | B          | 1'15"876 | +1"328   |
| 14  | 16 | Johnny Herbert        | Sauber - Petronas   | G          | 1'16"018 | +1"470   |
| 15  | 23 | Jan Magnussen         | Stewart - Ford      | B          | 1'16"149 | +1"601   |
| 16  | 2  | Pedro Diniz           | Arrows - Yamaha     | B          | 1'16"536 | +1"988   |
| 17  | 1  | Damon Hill            | Arrows - Yamaha     | B          | 1'16"729 | +2"181   |
| 18  | 19 | Jos Verstappen        | Tyrrell - Ford      | G          | 1'16"941 | +2"393   |
| 19  | 18 | Mika Salo             | Tyrrell - Ford      | G          | 1'17"256 | +2"708   |
| 20  | 17 | Norberto Fontana      | Sauber - Petronas   | G          | 1'17"538 | +2"990   |
| 21  | 20 | Ukyo Katayama         | Minardi - Hart      | B          | 1'17"563 | +3"015   |
| 22  | 21 | Tarso Marques         | Minardi - Hart      | B          | 1'18"280 | +3"732   |

## Gara

### Resoconto
Quando si spengono i semafori rossi è Michael Schumacher più veloce di tutti davanti a Frenzten, Irvine, Villeneuve e Ralf Schumacher. Alla prima curva vola fuori Hill, che rientra con l'ala anteriore a pezzi. Davanti, le posizioni si stabilizzano molto presto; al 5º giro il primo ritiro è per Marques, che si ferma con il motore rotto. All'8º giro è Nakano che esce alla curva del Liceo. Schumacher allunga; solo Frenzten sembra in grado replicare, dietro a loro Irvine, Villeneuve, Ralf Schumacher ed il duo McLaren. Al 15º giro a Verstappen si blocca l'acceleratore; il pilota olandese finisce dritto contro le barriere. Subito dopo è Häkkinen che si ritira per un guasto al motore. Al 19º giro Katayama si ferma ai box e inizia la prima serie di rifornimenti, senza che in pista si veda qualche sorpasso.
Al termine della prima ronda di pit stop Schumacher è sempre in testa davanti a Frentzen, Irvine, Villeneuve e Trulli, che non ha ancora rifornito. Fra il 35º e il 37º giro si ritirano le due Stewart. La gara prosegue noiosamente anche se nuvoloni si addensano sul circuito. Al 44º giro l'esordiente Fontana va in testacoda e si ritira. Mentre inizia la seconda serie di pit stop, su parte del circuito comincia a piovere. La pioggia aumenta di intensità e mentre Ralf Schumacher arriva lungo sulla ghiaia ma riesce a rientrare, Herbert è il primo a montare le gomme intermedie.
Finalmente il finale regala emozioni: Herbert gira già più velocemente di tutti mentre Michael Schumacher si distrae a parlare via radio con il team e arriva lungo sulla ghiaia, riuscendo a rientrare ancora in testa. L'aderenza è minima e Wurz, che stava lottando con Ralf Schumacher per il sesto posto, va in testacoda e si insabbia, imitato subito dopo da Diniz; anche Salo si ritira per noie elettriche. Al 64º giro Alesi si ferma ai box per calzare le gomme intermedie; Herbert sta girando 8" più veloce di tutti. Si fermano contemporaneamente Irvine e Villeneuve e come al solito il team Williams è più lento e il canadese perde tempo e scivola indietro di due posti.
Gli ultimi due giri sono molto concitati: Villeneuve raggiunge e supera prima Ralf Schumacher e poi Coulthard. Quando supera lo scozzese all'Adelaide, gli si accoda Ralf Schumacher, che riesce a superare a sua volta la McLaren. All'ultimo giro Irvine compie un'escursione fuori pista e Villeneuve gli si fa sotto. Il canadese tenta un disperato affondo all'ultima curva, ma Irvine chiude e Jacques va in testacoda all'ingresso della corsia box. Villeneuve riesce a ripartire proprio davanti ad Alesi, il quale aveva appena speronato Coulthard in un tentativo di sorpasso impossibile. Lo scozzese si ferma così a poche curve dalla fine nella sabbia. Schumacher vince davanti a Frentzen, Irvine, Villeneuve, Alesi e Ralf Schumacher. Il tedesco della Ferrari allunga in modo perentorio in classifica con ben 14 punti di vantaggio sul canadese.

### Risultati
| Pos | No | Piloti                | Costruttore         | Pneumatici | Giri | Tempo/Ritiro           | P. al via | Punti |
| --- | -- | --------------------- | ------------------- | ---------- | ---- | ---------------------- | --------- | ----- |
| 1   | 5  | Michael Schumacher    | Ferrari             | G          | 72   | 1h38'50"492            | 1         | 10    |
| 2   | 4  | Heinz-Harald Frentzen | Williams - Renault  | G          | 72   | +23"537                | 2         | 6     |
| 3   | 6  | Eddie Irvine          | Ferrari             | G          | 72   | +1'14"801              | 5         | 4     |
| 4   | 3  | Jacques Villeneuve    | Williams - Renault  | G          | 72   | +1'21"784              | 4         | 3     |
| 5   | 7  | Jean Alesi            | Benetton - Renault  | G          | 72   | +1'22"735              | 8         | 2     |
| 6   | 11 | Ralf Schumacher       | Jordan - Peugeot    | G          | 72   | +1'29"871              | 3         | 1     |
| 7   | 10 | David Coulthard       | McLaren - Mercedes  | G          | 71   | Collisione con J.Alesi | 9         |       |
| 8   | 16 | Johnny Herbert        | Sauber - Petronas   | G          | 71   | +1 giro                | 14        |       |
| 9   | 12 | Giancarlo Fisichella  | Jordan - Peugeot    | G          | 71   | +1 giro                | 11        |       |
| 10  | 14 | Jarno Trulli          | Prost - Mugen-Honda | B          | 70   | +2 giri                | 6         |       |
| 11  | 20 | Ukyo Katayama         | Minardi - Hart      | B          | 70   | +2 giri                | 21        |       |
| 12  | 1  | Damon Hill            | Arrows - Yamaha     | B          | 69   | +3 giri                | 17        |       |
| Rit | 19 | Mika Salo             | Tyrrell - Ford      | G          | 61   | Impianto elettrico     | 19        |       |
| Rit | 8  | Alexander Wurz        | Benetton - Renault  | G          | 60   | Testacoda              | 7         |       |
| Rit | 2  | Pedro Diniz           | Arrows - Yamaha     | B          | 58   | Testacoda              | 16        |       |
| Rit | 17 | Norberto Fontana      | Sauber-Petronas     | G          | 40   | Testacoda              | 20        |       |
| Rit | 22 | Rubens Barrichello    | Stewart - Ford      | B          | 36   | Motore                 | 13        |       |
| Rit | 23 | Jan Magnussen         | Stewart - Ford      | B          | 33   | Freni                  | 15        |       |
| Rit | 9  | Mika Häkkinen         | McLaren - Mercedes  | G          | 18   | Motore                 | 10        |       |
| Rit | 18 | Jos Verstappen        | Tyrrell - Ford      | G          | 15   | Incidente              | 18        |       |
| Rit | 15 | Shinji Nakano         | Prost - Mugen-Honda | B          | 7    | Testacoda              | 12        |       |
| Rit | 21 | Tarso Marques         | Minardi-Hart        | B          | 5    | Motore                 | 22        |       |

## Classifiche

### Piloti
| Pos. | Pilota                | Punti |
| ---- | --------------------- | ----- |
| 1    | Michael Schumacher    | 47    |
| 2    | Jacques Villeneuve    | 33    |
| 3    | Heinz Harald Frentzen | 19    |
| 4    | Eddie Irvine          | 18    |
| 5    | Olivier Panis         | 15    |
| 5    | Jean Alesi            | 15    |
| 7    | David Coulthard       | 11    |
| 8    | Gerhard Berger        | 10    |
| 8    | Mika Häkkinen         | 10    |
| 10   | Giancarlo Fisichella  | 8     |
| 11   | Johnny Herbert        | 7     |
| 12   | Rubens Barrichello    | 6     |
| 13   | Ralf Schumacher       | 5     |
| 14   | Mika Salo             | 2     |
| 15   | Nicola Larini         | 1     |
| 15   | Shinji Nakano         | 1     |

### Costruttori
| Pos. | Team              | Punti |
| ---- | ----------------- | ----- |
| 1    | Ferrari           | 65    |
| 2    | Williams-Renault  | 52    |
| 3    | Benetton-Renault  | 25    |
| 4    | McLaren-Mercedes  | 21    |
| 5    | Prost-Mugen-Honda | 16    |
| 6    | Jordan-Peugeot    | 13    |
| 7    | Sauber-Petronas   | 8     |
| 8    | Stewart - Ford    | 6     |
| 9    | Tyrrell-Ford      | 2     |